# C11
C11 или ISO/IEC 9899:2011 (неофициально C1X) — стандарт для языка Си (ISO/IEC 9899:2011), который заменил существующий стандарт C99. Официально о выпуске стандарта было объявлено 19 декабря 2011 года. Эта версия стандарта большей частью стандартизирует возможности, существующие в распространённых современных компиляторах. Из-за плохой совместимости текущих реализаций C99 со стандартом C11 включает в себя больше выборочных возможностей для упрощения совместимости со стандартом ядра языка. Действовавший с 2018 года стандарт C17 фактически являлся уточнённым вариантом C11, исправлявший найденные в стандарте ошибки.
Последняя черновая спецификация (доступная для бесплатного скачивания) имеет название N1570 и была издана в апреле 2011 года.
Новый стандарт прошел заключительный пересмотр черновика 10 октября 2011 года и был официально ратифицирован ISO и опубликован в ISO / IEC 9899: 2011 8 декабря 2011 года без каких-либо замечаний.
Определение стандартного макроса __STDC_VERSION__ со значением 201112L дает указание, что присутствует поддержка C11. Некоторые возможности C11 поддерживаются GCC начиная с версии 4.6. В Clang поддержка начинается с версии 3.1, а в IBM XL C поддержка с версии 12.1.

## Изменения по сравнению с C99
Последний черновик от 12 апреля 2011 года включает следующие изменения в языке C99 и спецификации библиотеки:
- Выравнивание данных. Для этого в язык добавили спецификатор _Alignas, оператор alignof, функцию aligned_alloc и заголовочный файл <stdalign.h>;
- Спецификатор функции _Noreturn;
- Выражения, не зависящие от типа (Type-generic expressions) с использованием ключевого слова _Generic. Например, следующий макрос вычисления кубического корня cbrt(x) транслируется в cbrtl(x), cbrt(x) или cbrtf(x) в зависимости от типа параметра x:

```
# define cbrt(X) _Generic((X), long double: cbrtl, \

                              default: cbrt, \

                              float: cbrtf)(X)

```

- Поддержка многопоточности, для этого в стандарт добавили спецификатор типа _Thread_local, заголовочный файл <threads.h>, включающий в себя функции по созданию и управлению потоками, мьютексами, мониторами и функции управления хранилищем потока (англ. en:Thread-local storage). Также в C11 добавили квалификатор типа _Atomic и заголовочный файл <stdatomic.h> для атомарных операций доступа к памяти;
- Улучшенная поддержка Unicode, основанная на техническом отчете C Unicode Technical Report ISO/IEC TR 19769:2004 (типы char16_t и char32_t для хранения данных в кодировках UTF-16/UTF-32, функции преобразования, находящиеся в заголовочном файле <uchar.h> и соответствующие префиксы u и U перед строковыми литералами, как и префикс u8 для строк в кодировке UTF-8);
- Функция gets, признанная устаревшей, удалена из текущей ревизии стандарта языка Си (ISO/IEC 9899:1999/Cor.3:2007(E));
- Интерфейсы для проверки границ массива (англ. en:Bounds checking, Annex K).[12] ;
- Возможности анализирования (англ. Analyzability features, Annex L);
- Добавлено больше макросов для получения характеристик чисел с плавающей точкой, касающихся денормализованных чисел и максимального числа десятичных цифр, которые можно хранить без потери точности;
- Анонимные структуры и объединения, используемые для вложения структур и объединений, например, struct T { int tag; union { float x; int n; }; };.
- Статические утверждения (англ. assertion), которые лучше, чем команды препроцессора #if и #error, потому что утверждение вычисляется в более поздней стадии трансляции, когда компилятор «знает», что какого типа;
- Привилегированный режим создания и открытия (англ. exclusive create-and-open mode) "…x" для функции fopen. Этот режим аналогичен режимам POSIX O_CREAT|O_EXCL и обычно используется для блокировки файлов;
- Функция quick_exit — третья функция для завершения программы, с минимальной деинициализацией значений, если завершить программу функцией exit не удается[13];
- Макросы для создания комплексных чисел (были добавлены потому, что код real + imaginary*I мог не привести к ожидаемому значению, если мнимая часть была бесконечной или «не числом» (NaN)[14]).

## Выборочные возможности
Новая ревизия стандарта позволяет реализациям не поддерживать определённые части стандарта, включая те, которые раньше надо было поддерживать обязательно (в C99). Программы могут использовать предопределённые макросы для определения того, поддерживает ли реализация часть стандарта или нет.
| Возможность                                                                 | Макрос                   | Доступность в C99 |
| --------------------------------------------------------------------------- | ------------------------ | ----------------- |
| Анализирование (Annex L)                                                    | __STDC_ANALYZABLE__      | Недоступно        |
| Действия с дробными числами по стандарту IEC 60559 (Annex F)                | __STDC_IEC_559__         | Выборочно         |
| Арифметика комплексных чисел, совместимая со стандартом IEC 60559 (Annex G) | __STDC_IEC_559_COMPLEX__ | Выборочно         |
| Интерфейсы проверки границ массива (Annex K)                                | __STDC_LIB_EXT1__        | Недоступно        |
| Типы комплексных чисел (<complex.h>)                                        | __STDC_NO_COMPLEX__      | Обязательно       |
| Многопоточное программирование (<threads.h>)                                | __STDC_NO_THREADS__      | Недоступно        |
| Атомарные операции (<stdatomic.h> и квалификатор типа _Atomic)              | __STDC_NO_ATOMICS__      | Недоступно        |
| Массивы переменной длины                                                    | __STDC_NO_VLA__          | Обязательно       |

## Поддержка компиляторами
Некоторые функции C11 поддерживаются:
- GCC начиная с версии 4.6
- Clang начиная с версии 3.1
- IBM XL C начиная с версии 12.1
- Microsoft Visual C++ начиная с VS 2019 (16.8)